# جون هول (متزحلق)
جون هول (بالنرويجية البوكمول: Johan Hoel)‏ هو متزحلق نرويجي، ولد في 17 ديسمبر 1994 في النرويج.

## وصلات خارجية
- جون هول على موقع الاتحاد الدولي للتزلج (التزلج الريفي) (الإنجليزية)